# Hareid
Hareid este o comună din provincia Møre og Romsdal, Norvegia.